# Przewodów
Przewodów ( [pʂɛˈvɔduf] ) es un pueblo en el distrito administrativo de Gmina Dołhobyczów, dentro del condado de Hrubieszów, voivodato de Lublin, en el sureste de Polonia, cerca de la frontera con Ucrania. Se encuentra a unos 15 kilómetros (9 mi) suroeste de Dołhobyczów, 39 km (24 mi) sur de Hrubieszów, y 129 km (80 mi) sureste de la capital regional Lublin . El pueblo está situado en la región histórica de Galicia.
El pueblo tiene una población de 413,  a partir de 2021.

## Historia
El pueblo está ubicado en el antiguo distrito polaco de Belz. En 1403, era parte de la Latina Parroquia Rzeplin, en ese momento pertenecía a Benedykt de Przewodów y Wasylowa (Wasylów (comuna de Ulhówek)). En 1435, el pueblo fue comprado a los Radzanowski por castellan Bełski Jan Magier (Magiera). En la segunda mitad del siglo XV, pasó a Andrzej Magier, y en 1554 la heredera Zofia de soltera Magier Secygniowska (hija de Mikołaj) lo vendió Andrzej Dembowski, el entonces starost de Hrubieszów. En 1564, había 8 Campos (134,4 ha) de tierra cultivable en este pueblo
. En 1880 el pueblo tenía 120 casas y 682 habitantes, incluidas varias docenas de católicos. El censo de 1921 (en ese momento Przewodów estaba en el condado de Sokal del voivodato de Lviv) mostró 140 casas y 737 habitantes, incluidos 34 judíos y 658 ucranianos. Los datos de 1947 provienen de la actividad de entonces en el área de Przeworów de las unidades del Ejército Insurgente de Ucrania. En 1880 el pueblo tenía 120 casas y 682 habitantes, incluidas varias docenas de católicos. El censo de 1921 (en ese momento Przewodów estaba en el condado de Sokal del voivodato de Lviv) mostró 140 casas y 737 habitantes, incluidos 34 judíos y 658 ucranianos. Los datos de 1947 provienen de la actividad de entonces en el área de Przeworów de las unidades del Ejército Insurgente de Ucrania.
En 1937, un tesoro de al menos 150 Romana denario fue encontrado en Przewodowo, el más joven de los cuales fue acuñado durante el reinado del emperador Cómodo, es decir, en el período 180 - 192 AD. Un cementerio Kultura Przeworskiej también fue descubierto en este pueblo según la Arqueología de Polonia Central y Oriental.

## Ataque con misiles
En la noche del 15 de noviembre de 2022, según los informes, la aldea fue alcanzada por un misil, matando a dos personas como resultado de la guerra en curso en Ucrania . Esto es según la prensa internacional respaldada por un alto funcionario de inteligencia de los Estados Unidos, aunque los informes aún no se han confirmado por completo. Tras los informes, los gobiernos de Polonia y Hungría convocaron reuniones urgentes del personal de seguridad. En respuesta, el parlamento de la República Checa aprobó una moción que designaba oficialmente al gobierno ruso como entidad terrorista. Dado que Polonia es miembro de la Organización del Tratado del Atlántico Norte, esto podría, con una mayor investigación oficial, tener la capacidad de activar el Artículo 5 del Tratado de Washington, ya que este es el primer ataque percibido en el territorio de una nación miembro de la OTAN durante la invasión rusa de Ucrania de 2022.